# Wital Hurkou
Wital Ryhorawicz Hurkou (biał. Віталь Рыгоравіч Гуркоў, ros. Виталий Григорьевич Гурков, Witalij Grigorjewicz Gurkow; ur. 27 marca 1985 w Mińsku) – białoruski zawodnik muay thai oraz kick-boxer, jedenastokrotny amatorski mistrz świata w muay thai i Zasłużony Mistrz Sportu Republiki Białoruś. Jest wokalistą punkrockowego zespołu muzycznego Brutto.

## Kariera sportowa
Hurkou rozpoczął treningi muay thai w wieku 12 lat. W 2001 roku jako szesnastoletni debiutant sensacyjnie zdobył  mistrzostwo Europy seniorów. W ciągu swojej kariery został łącznie jedenastokrotnie amatorskim mistrzem świata w muay thai, występując kolejno w kategoriach wagowych do 61 kg, 63,5 kg, 67 kg, 71 kg i 75 kg. Ostatni tytuł zdobył w maju 2016 roku na mistrzostwach świata w Szwecji.
Po sukcesach na amatorskim ringu Hurkou rozpoczął w 2007 roku równoległą karierę zawodową, w ramach której doszedł m.in. do finału turnieju Thai Fight w Bangkoku w grudniu 2012 roku, w którym przegrał z Buakawem Banchamekiem. W styczniu 2014 roku na gali Ring Wars w Mediolanie pokonał Kema Sitsongpeenonga i zdobył tytuł mistrzowski organizacji WBC Muay Thai w wadze junior średniej.
Ukazem prezydenta Białorusi Alaksandra Łukaszenki z 4 listopada 2010 roku Hurkouowi przyznany został za sukcesy sportowe tytuł Zasłużonego Mistrza Sportu Republiki Białoruś.

## Osiągnięcia sportowe

### Kariera amatorska
- 2017: X Światowe Igrzyska Sportowe The World Games 2017 (muay thai), Polska – 1. miejsce (-75 kg)[8]
- 2016: Mistrzostwa Świata IFMA w muay thai, Szwecja – 1. miejsce (-75 kg)
- 2014: Mistrzostwa Europy IFMA w muay thai, Polska – 1. miejsce (-75 kg)
- 2013: II Igrzyska Sportów Walki (muay thai), Rosja – 2. miejsce (-71 kg)
- 2013: Mistrzostwa Europy IFMA w muay thai, Portugalia – 1. miejsce (-71 kg)
- 2012: Mistrzostwa Świata IFMA w muay thai, Rosja – 2. miejsce (-71 kg)
- 2012: Mistrzostwa Europy IFMA w muay thai, Turcja – 2. miejsce (-71 kg)
- 2011: Mistrzostwa Świata IFMA w muay thai, Uzbekistan – 1. miejsce (-71 kg)
- 2010: Mistrzostwa Świata IFMA w muay thai, Tajlandia – 2. miejsce (-71 kg)
- 2010: Mistrzostwa Europy IFMA w muay thai, Włochy – 1. miejsce (-71 kg)
- 2009: Mistrzostwa Świata IFMA w muay thai, Tajlandia – 1. miejsce (-71 kg)
- 2009: Mistrzostwa Europy IFMA w muay thai, Łotwa – 1. miejsce (-71 kg)
- 2008: Mistrzostwa Świata IFMA w muay thai, Tajlandia – 1. miejsce (-71 kg)
- 2007: Mistrzostwa Świata WMF w muay thai, Tajlandia– 1. miejsce (-71 kg)
- 2006: Mistrzostwa Świata WMF w muay thai, Tajlandia – 1. miejsce (-67 kg)
- 2006: Mistrzostwa Europy w kickboxingu WAKO, Macedonia – 1. miejsce (-67 kg)
- 2005: Mistrzostwa Świata WMF w muay thai, Tajlandia – 1. miejsce (-63,5 kg)
- 2004: Mistrzostwa Świata WMF w muay thai, Tajlandia – 1. miejsce (-63,5 kg)
- 2004: Puchar Świata WKPF w muay thai, Tajlandia – 1. miejsce (-67 kg)
- 2003: Mistrzostwa Świata IAMTF w muay thai, Tajlandia – 1. miejsce (-63,5 kg)
- 2001: Mistrzostwa Europy IFMA w muay thai, Ukraina – 1. miejsce (-61 kg)

### Kariera profesjonalna
- 2017: Kunlun Fight 75 kg World Championship - 1. miejsce[9]
- 2014: mistrz świata WBC Muay Thai w wadze junior średniej (-69,8 kg)
- 2012: Thai Fight 2012: King of Muay Thai Tournament Finals – 2. miejsce (-70 kg)
- 2010: K-1 World MAX East Europe – 1. miejsce
- 2009: Tatneft Cup Runner Up – 2. miejsce (-70 kg)
- 2008: The Contender Asia Season 2 Russia Super 8 Qualifier – 2. miejsce
- 2007: W.M.C. Brute Force 8 Judgement Day – 1. miejsce (-72 kg)

## Kariera muzyczna
Hurkou od września 2014 roku jest jednym z wokalistów białoruskiego zespołu rockowego Brutto, z którym nagrał trzy albumy studyjne oraz koncertował m.in. na Białorusi, Ukrainie, w Polsce i w USA. Wystąpił także w wielu teledyskach grupy, a fabuła dwóch z nich związana jest bezpośrednio z doświadczeniami Hurkoua na bokserskim ringu.